# Szivárványos ökle

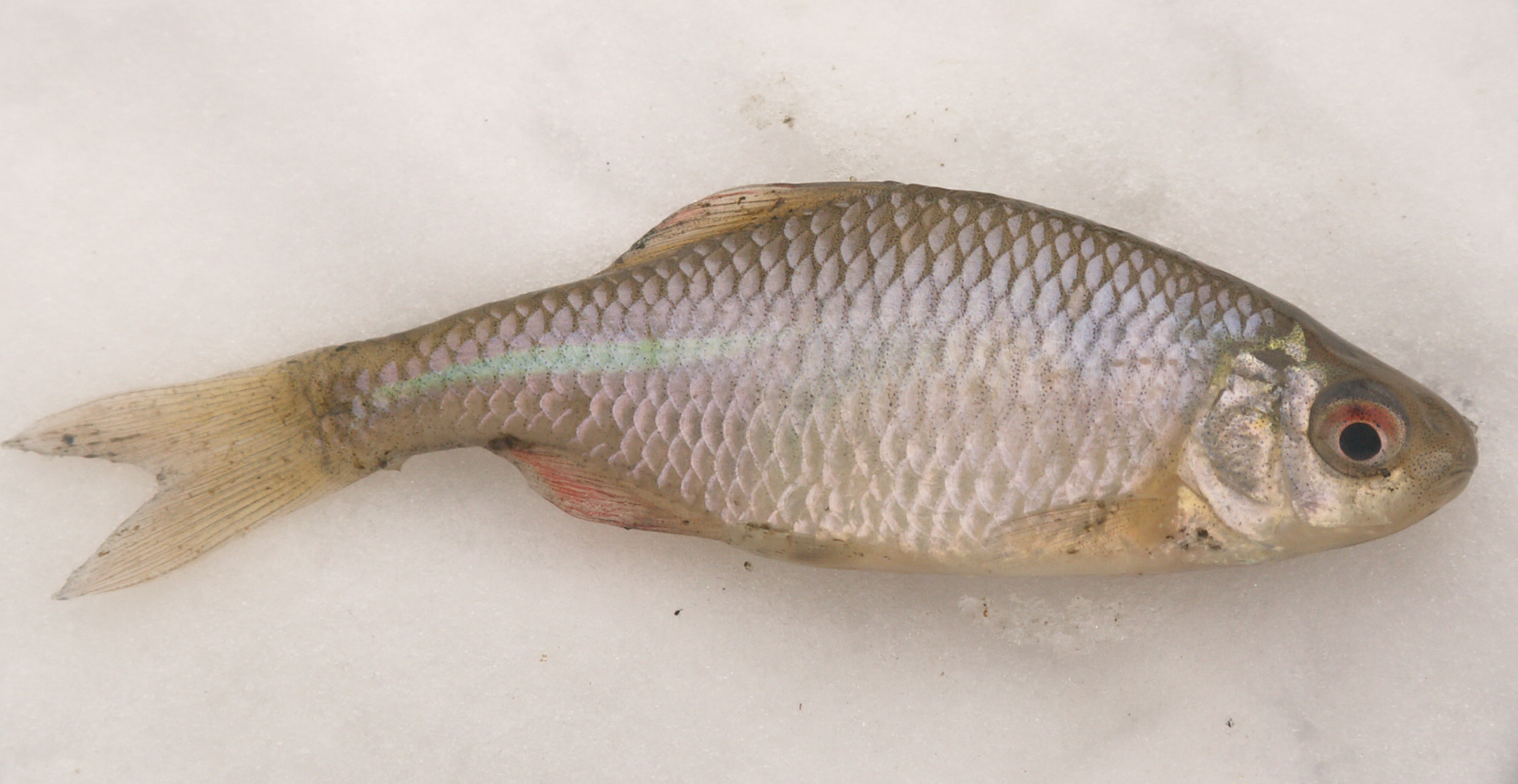

A szivárványos ökle (Rhodeus amarus) a csontos halak (Osteichthyes) főosztályába, a sugarasúszójú halak (Actinopterygii) osztályába, a pontyalakúak (Cypriniformes) rendjébe, a pontyfélék (Cyprinidae) családjába és az Acheilognathinae alcsaládjába tartozó faj.

## Előfordulása
A szivárványos ökle Közép- és Kelet-Európa élővizeiben él. Helyenként tömegesen fordul elő a Dunában és mellékfolyóiban, a Rajnában, az Elba és a Visztula vízrendszerében. Kedveli a homokos vagy iszapos fenekű, lassú folyású vizeket, tavakat, különösen gyakori a folyók és patakok holtágaiban. Előfordulása természetesen kötődik a festőkagyló jelenlétéhez.

## Megjelenése
Alakja kárászszerű, maximális mérete kb. 6–9 cm. Homloka széles, domború, szeme viszonylag nagy. Szája kicsi, csúcsba nyíló. Mell- és a hasúszói rövidek. Hátúszója hosszú,  magas, domború szegélyű, kicsivel hátrább kezdődik a hasúszó tövéhez képest. Oldalvonala nem teljes, a kopoltyúfedő mögött  általában csak 4-6 pikkelyre terjed ki. Háta szürkészöld, oldala ezüstös, hasa ezüstfehér. Jellegzetessége a test közepén, a hátúszó kezdetének vonalától a faroknyél végéig húzódó fényes, kékes-türkizzöldes sáv. Úszói enyhén sárgás árnyalatúak, vagy rózsaszínűek, a hátúszó fekete, a többi pedig a tövénél apró fekete pettyezésű. A hím az ívás idején a szivárvány minden színében tündöklő nászruhát ölt, melyet nehéz élethűen leírni. Ilyenkor egész teste gyönyörű szivárványszínekben csillog, oldala zöld és ibolyaszínű, hasa pedig vörhenyes. Hát- és farokalatti úszója élénkpirosra vált keskeny, fekete szegéllyel. A fején 8-13 apró, fehér, kiálló nászkiütés jelenik meg, melyek az ivarzás befejezte után leesnek.
Az ikrások a hímeknél kevésbé szembetűnő külsejűek, ám jól felismerhetőek az ívás idején kifejlődő hosszú tojócsövükről. Ez öregebb példányoknál elérheti a 40–45 mm-es hosszúságot is, és szabadon függ a testből az alsóúszó előtt. A cső vége úszás közben túlér a farokúszó végén.

## Szaporodása
Ívása hosszan, áprilistól június végéig is eltart. Ivarérettségét már a második életévében eléri.
Szaporodása, mely sokáig ismeretlen volt a tudomány számára, a festőkagyló, vagy tavikagyló jelenlétéhez kötött. Az ikrás az ívás idejére kifejlődő néhány centiméter hosszú tojócsöve segítségével egyesével bocsátja nagyméretű ikráit a kagyló kopoltyúinak tövén elhúzódó járatba, amelyek a kagyló összehúzódása következtében azután a kopoltyúba kerülnek. Amint a kagyló észreveszi, hogy „idegen tárgy” került a nyílásba, összezárja lemezeit. Így az öklének nem csak ahhoz van szüksége rendkívüli ügyességre, hogy ikráit a szűk nyílásba juttassa, hanem ahhoz is, hogy ezt követően azonnal kirántsa tojócsövét, még mielőtt a kagyló lemezei összezáródnának. A tejes minden ikrát egyenként termékenyít meg. Az ikrás távozása után a kagyló fölé úszik, majd kibocsátja tejét, melyet a kagyló légzőmozgása keltette vízáramlat juttat el az ikrához. A kikelt ivadékok a kagyló kopoltyúlemezei között maradnak a szikzacskó felszívódásáig, ezáltal teljes védelmet élvezve. A kagyló által folyamatosan cirkuláltatott víz egyben bőséges oxigénellátást is biztosít számukra. Miután 9–10 mm hosszú kis lárvaként elhagyják a kagylót, gyorsan növekednek.

### Táplálkozása
Az "újszülött" ivadékok tápláléka kerekesférgekből, apró planktonrákokból áll, később pedig nagyobb rovarlárvákat is fogyasztanak. A kifejlett példányok táplálékbázisát nagyrészt planktonikus algák alkotják.

## Védettsége
Állománya mára megritkult, de védetté nyilvánítása előtt a horgászok kedvenc csalihalai közé számított.

### Magyar nyelvű könyvek
- (1973): Búvár zsebkönyvek; Halak 18-19. old. – Móra könyvkiadó, ISBN 963-11-0239-4

### Külső hivatkozások
- A faj szerepel a Természetvédelmi Világszövetség Vörös Listáján. IUCN. (Hozzáférés: 2011. október 4.)
- Haki.hu
- Freeweb.hu